# Pristimantis rubicundus
Espèce
Synonymes
- Hylodes rubicundus Jiménez de la Espada, 1875
- Eleutherodactylus rubicundus (Jiménez de la Espada, 1875)

Statut de conservation UICN

 EN B1ab(iii) : En danger
Pristimantis rubicundus est une espèce d'amphibiens de la famille des Craugastoridae.

## Répartition
Cette espèce est endémique d'Équateur. Elle se rencontre dans les provinces de Napo et de Pastaza entre 1 080 et 1 300 m d'altitude sur la face amazonienne de la cordillère Orientale.

## Publication originale
- Jiménez de la Espada, 1875 : Vertebrados del viaje al Pacifico : verificado de 1862 a 1865 por una comisión de naturalistas enviada por el Gobierno Español : batracios, p. 1-208 (texte intégral).